# Футболист года в Чехословакии

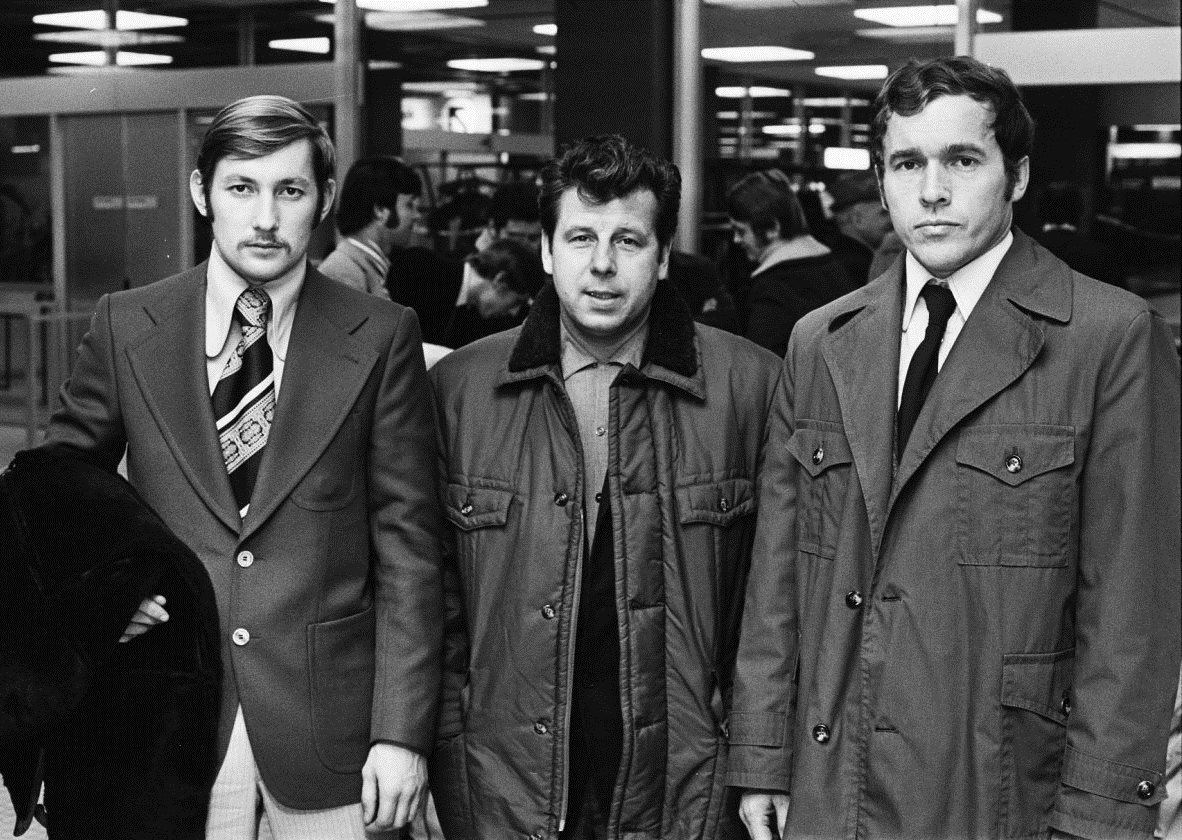
Обладатели награды футболист года.
(слева на право: Зденек Негода, Йозеф Масопуст и Иво Виктор)

Футболист года в Чехословакии — ежегодная награда, присуждалась начиная с 1965 года и до распада Чехословакии в 1992 году. Эта награда учреждалась спортивным журналом «Stadion» в сотрудничестве с Чехословацкой футбольной ассоциацией и предоставлялся тем футболистам, которые достигали выдающихся результатов в этом виде спорта. Право голоса при определении победителя имели как спортивные журналисты, так и футбольные тренеры. 
Известным и наиболее успешным лауреатом данной награды был чехословацкий вратарь Иво Виктор, выступавший за команду «Дукла» (Прага). Он был удостоен этой престижной награды в общей сложности пять раз, что являлось рекордным показателем.
Однако с распадом Чехословакии в 1992 году награда «Футболист года» претерпела изменения. В 1993 году было принято решение проводить отдельные голосования за лучшего футболиста года в Чехии и Словакии, отражая новую политическую реальность и самостоятельность обеих стран.

## Победители
Согласно:
| Год  | Игрок            | Команда             |
| ---- | ---------------- | ------------------- |
| 1965 | Ян Поплугар      | Слован (Братислава) |
| 1966 | Йозеф Масопуст   | Дукла (Прага)       |
| 1967 | Ян Гелета        | Дукла (Прага)       |
| 1968 | Иво Виктор       | Дукла (Прага)       |
| 1969 | Ладислав Куна    | Спартак (Трнава)    |
| 1970 | Карол Добиаш     | Спартак (Трнава)    |
| 1971 | Карол Добиаш     | Спартак (Трнава)    |
| 1972 | Иво Виктор       | Дукла (Прага)       |
| 1973 | Иво Виктор       | Дукла (Прага)       |
| 1974 | Ян Пиварник      | Слован (Братислава) |
| 1975 | Иво Виктор       | Дукла (Прага)       |
| 1976 | Иво Виктор       | Дукла (Прага)       |
| 1977 | Карел Кроупа     | Зброёвка            |
| 1978 | Зденек Негода    | Дукла (Прага)       |
| 1979 | Зденек Негода    | Дукла (Прага)       |
| 1980 | Антонин Паненка  | Богемианс 1905      |
| 1981 | Ян Козак         | Дукла (Прага)       |
| 1982 | Ян Фиала         | Дукла (Прага)       |
| 1983 | Ладислав Визек   | Дукла (Прага)       |
| 1984 | Ян Бергер        | Дукла (Прага)       |
| 1985 | Ладислав Визек   | Дукла (Прага)       |
| 1986 | Йозеф Хованец    | Спарта (Прага)      |
| 1987 | Иван Гашек       | Спарта (Прага)      |
| 1988 | Иван Гашек       | Спарта (Прага)      |
| 1989 | Михал Билек      | Спарта (Прага)      |
| 1990 | Ян Коцян         | Санкт-Паули         |
| 1991 | Томаш Скухравы   | Дженоа              |
| 1992 | Любомир Моравчик | Сент-Этьен          |